# Beate Berger (Krankenschwester)
Beate Berger (geboren 1886 in Niederbreisig; gestorben am 20. Mai 1940 in Kirjat Bialik bei Haifa) war die Leiterin des jüdischen Kinderheims Ahawah (Beith Ahawah) in Berlin. Ihr gelang zwischen 1933 und 1939 die Rettung von mehr als 100 jüdischen Waisenkindern nach Palästina.

## Herkunft und erste berufliche Erfahrungen
Beate Bergers Großvater, Theodor Berger, war Vorsteher der jüdischen Gemeinde Niederbreisig. Ihr Vater, Jonas Berger, war Wein- und Getreidehändler; ihre Mutter war Henriette (Jatia) Pelzer aus Speicher/Eifel bei Trier. Berger verlor mit sechs Jahren ihren Vater. Ihre Mutter musste nun sie und ihre vier Geschwister allein versorgen. Daher schickte die Mutter Beate zu Bekannten in ein Dorf in die Berge. Das Gefühl, verstoßen zu werden, hat Berger von klein auf geprägt und sie konnte die Waisenkinder in dem jüdischen Kinderheim gut verstehen. Im Jahr 1910 begann Berger die Krankenpflegeausbildung am Jüdischen Krankenhaus in Frankfurt am Main, die sie 1912 beendete. Im Ersten Weltkrieg meldete Beate Berger sich freiwillig als Operationsschwester beim Roten Kreuz. Von 1916 bis 1918 war sie in der „Deutschen Sanitätskolonne für Bulgarien“ tätig. Sie war im Alexanderspital in Sofia eingesetzt.

## Das Kinderheim Ahawah in Berlin
Das ehemalige Krankenhaus der Jüdischen Gemeinde in der Auguststraße in Berlin-Mitte wurde seit dem Ende des Ersten Weltkriegs als Unterkunft für jüdische Flüchtlingskinder aus Osteuropa genutzt. Daraus ging das 1922 von Beate Berger initiierte Kinderheim hervor, dem sie 1924 den Namen Beith Ahawah („Haus der Liebe“) gab. Sie nahm darin vornehmlich osteuropäische Kinder auf. Die meisten von ihnen waren Sozialwaisen oder Pogromkinder. Andere hatten ihre Eltern im Ersten Weltkrieg oder danach verloren, so dass das Heim Anfang der 1930er Jahre bereits an die 120 Kinder betreute, wofür Berger Lehrer und Pfleger aus ganz Europa und aus Palästina verpflichtet hatte. Das Heim war zionistisch ausgerichtet und arbeitete nach reformpädagogischen Konzepten. Die Kinder lebten in Familiengruppen. Ein Kinderrat bestimmte über die wichtigen Angelegenheiten des Heimalltags. Zu dem Förderkreis, der sich Beate Berger als Leiterin des Beith Ahawah wünschte, gehörten Minna Mühsam, die Mitbegründerin der jüdischen Kindervolksküche und Ehefrau des Arztes Hans Mühsam, sowie der jüdische Religionsphilosoph Martin Buber.

## Neuanfang in Palästina
Ab der nationalsozialistischen „Machtergreifung“, die Beate Berger als lebensbedrohend für ihre Schützlinge betrachtete, nahm sie die Evakuierung des Heims nach Palästina auf und machte sich bereits im Jahr 1934 mit der ersten Gruppe von Kindern auf den Weg von Berlin in einen Ort Nahe Haifa, wo das Heim unter demselben Namen neu eröffnet wurde. Als Beate Berger 1939 zum letzten Mal nach Deutschland reiste, hatte sie bis dahin mehr als 100 Kinder aus Berlin herausgeholt, wohingegen sich die Spuren der übrigen Kinder in den Konzentrationslagern verlieren.
Kurz vor ihrem Tode hatte Beate Berger den früheren Leiter des Jüdischen Landschulheims Herrlingen, den Pädagogen Hugo Rosenthal (Josef Jashuvi), der schon in Berlin sehr enge Beziehungen zum Beith Ahawah unterhalten hatte, zu ihrem Nachfolger bestimmt. Rosenthal/Jashuvi führte das Heim von 1940 bis 1956. Seine Nachfolgerin wurde bis 1970 Hanni Ullmann. Das Kinderheim Ahawah arbeitet bis heute als Ahava Village for Children & Youth.
Beate Berger, die von ihren Schützlingen „Schwester Oberin“ genannt wurde und als sehr streng galt, starb in Palästina an einer Herzerkrankung.

## Film
- Ayelet Bargur (Regie): The House on Auguststraße. („Das Haus in der Auguststraße“), Dokumentarfilm, Israel 2007, 63 Min.
- Nadja Tenge und Sally Musleh: Ahawah - Kinder der Auguststraße. Dokumentarfilm, Deutschland, 2014, 60 Minuten.[8]